# Hohe Düne
Hohe Düne is een Duitse badplaats en stadsdeel van de hanzestad Rostock en aan de Oostzeekust. Er ligt een grote Duitse marinebasis. Vanuit Warnemünde kan het bereikt worden via een autoveerboot en in het oosten via het stadsdeel Markgrafenheide. 

## Geschiedenis
In de middeleeuwen lag de eerste Oostzeehaven van Rostock op de plek van het huidige stadsdeel. Rostock kreeg in 1264 stadsrechten over deze haven. In die tijd stroomde de Warnow nog op verschillende punten van de Breitling in de Oostzee en deze monding werd in de daaropvolgende eeuwen verschillende keren veranderd. Aan het begin van de 20e eeuw werd de Neue Strom aangelegd als bredere vaargeul. Met de bouw van de overzeese haven van Rostock aan het einde van de jaren 1950 werd een veel breder zeekanaal gecreëerd ten oosten van de Neuer Strom. Aan het einde van de jaren 1990, na de sloop van de oude oostelijke pier, werden de Neue Strom en het zeekanaal samengevoegd tot de nieuwe toegang tot de havens van Rostock.
Tussen 1910 en 1945 was de elektrisch aangedreven Strandbahn een zeer geavanceerd vervoermiddel voor die tijd. De Strandbahn liep van de aanlegsteiger van de veerboot naar de Markgrafenheide en werd na het einde van de Tweede Wereldoorlog vervangen door bussen.

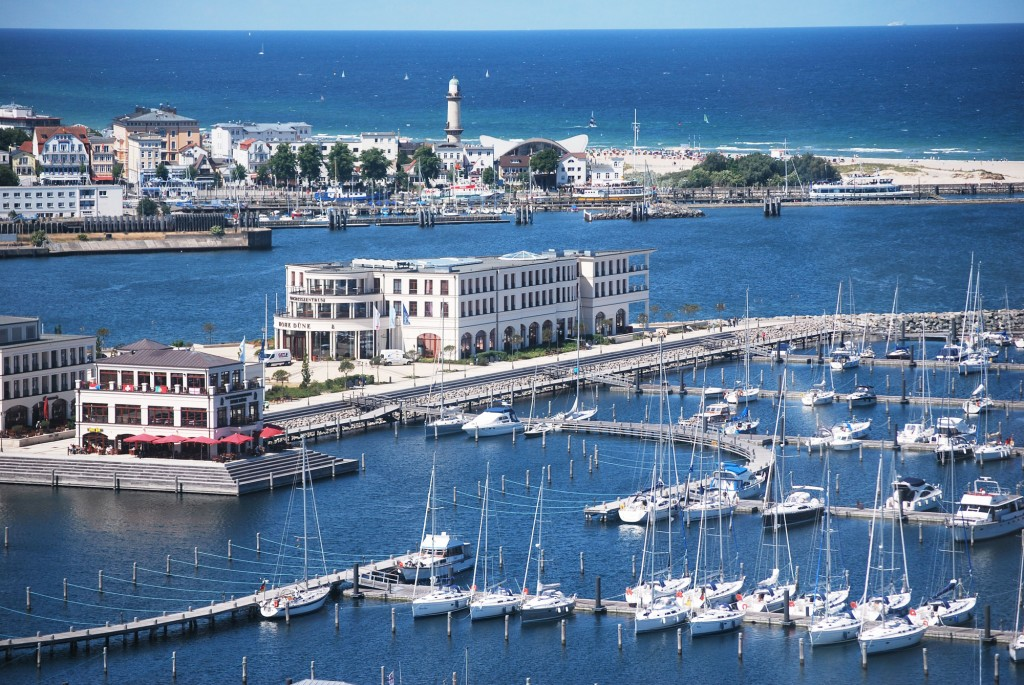
Zicht op de jachthaven

In de jaren 1920 werd er een vliegveld aangelegd dat kort na de Tweede Wereldoorlog de activiteiten staakten en daarna ontmanteld werd. In 2005 werd een grote jachthaven met hotelcomplex geopend. Er zijn 750 ligplaatsen aan de jachthaven. De jachthaven en het hotel werden aangelegd voor het bod dat de stad Leipzig deed om de Olympische Zomerspelen 2012 binnen te halen en daar dan de zeilwedstrijden te houden, echter haalde Leipzig het niet. 